# Ямпільчик (річка)
Ямпі́льчик — річка в Україні, в межах Чемеровецької селищної громади Кам'янець-Подільського району Хмельницької області. Ліва притока Жванчика (басейн Дністра).

## Опис
Довжина 18 км. Площа водозбірного басейну 55,9 км². Долина глибока і вузька. Річище слабозвивисте. Є кілька ставків. 

## Розташування
Ямпільчик бере початок на північний захід від села Вишнівчик. Тече на південь, місцями на південний захід, у пригирловій частині — на захід. Впадає до Жванчика в межах села Почапинці. 
Над річкою розташовані села: Ямпільчик, Хропотова і Почапинці.
- Річка має ще інші назви: Хропотівка і Муха.